# 아라마키 아쓰시
아라마키 아쓰시(일본어: 荒巻 淳, 1926년 11월 16일 ~ 1971년 5월 12일)는 일본의 전 프로 야구 선수이자 야구 지도자, 야구 해설가·평론가이다. 오이타현 오이타시 출신이며 현역 시절 포지션은 투수였다.

## 인물

### 프로 입단 전
오이타현 오이타시에서 선어점을 운영하고 있는 집안의 아들로서 태어났다. 오이타현립 오이타 상업학교(현재의 오이타 현립 오이타 상업고등학교)에 진학하면서 1942년 여름에 있었던 문부성 주최의 ‘전국 중등 학교 야구 대회’에 출전했다.
오이타 상업학교를 졸업한 후 오이타 경제전문학교(현재의 오이타 대학)에 진학하였고 1946년 전국 전문학교 야구 대회의 결승전에서는 돗토리 농림전문학교(현재의 돗토리 대학)와 상대하여 23개의 삼진을 빼앗아 팀의 우승을 이끄는 등 세간의 주목을 받았다. 그 후 사회인 야구팀의 강호로 알려진 벳푸호시노구미에 입단하면서 1949년 도시 대항 야구 대회에 출전, 팀의 에이스로서 팀을 우승을 이끈 공로로 ‘하시도상’을 수상했다. 그 무렵부터 공의 속도는 뛰어났고 당시 메이저 리그의 강속구 투수로 알려진 밥 펠러를 닮았다는 이유로 ‘일본제 불덩어리 투수’(和製火の玉投手)라는 별명이 붙여지기도 했다.

### 프로 입단 후
프로 야구가 양대 리그로 분열한 1950년에는 니시모토 유키오 등과 함께 마이니치 오리온스에 입단해 프로 1년 차인 1950년 시즌에는 26승(11선발승) 8패, 평균 자책점 2.06의 좋은 성적을 올리는 등 신인왕, 다승왕, 최우수 평균 자책점 타이틀을 연달아 획득하였고 같은 해 팀의 일본 시리즈 우승을 이끌었다. 그러나 1년차에는 혹사될 정도로 악재가 일어났고 2년차부터는 빠른 공의 위력에 한계가 보이면서 3년차인 1952년에는 7승(5선발승)에 그칠 정도로 성적이 침체됐지만 커브의 위력을 연마하면서 1953년에는 17승(5선발승), 이듬해인 1954년에 22승(14선발승)을 올리는 등 서서히 부활하였다. 이후 1959년까지 7년 연속으로 15승 이상(당시 10선발승 이상 - 54년 14선발승, 55년 10선발승)의 승수를 쌓는 등 일본 프로 야구계를 대표하는 투수로 군림했다.
1962년에는 한큐 브레이브스에 이적하여 코치 겸임으로 활동했고 그 해를 마지막으로 13년 간의 현역 생활을 은퇴(통산 76선발승)했다.

### 그 후
이후 닛폰 TV의 야구 해설가로 활동했고 한큐 브레이브스 투수 코치(1965년까지), 야쿠르트 아톰스의 투수 코치(1970년 ~ 1971년)를 역임했다. 하지만 야쿠르트 코치 재임 중이던 1971년 5월 12일, 간경변 증세로 교토 부립 의과대학 부속병원에서 사망했다(향년 44세). 사후인 1985년에는 일본 야구 명예의 전당에 헌액자로 선정됐다.

## 상세 정보

### 출신 학교
- 오이타 현립 오이타 상업학교(현재의 오이타 현립 오이타 상업고등학교)
- 오이타 경제전문학교

### 선수 경력
사회인 시대
- 벳푸호시노구미

프로팀 경력
- 마이니치 오리온스·마이니치 다이에이 오리온스(1950년 ~ 1961년)
- 한큐 브레이브스(1962년)

### 지도자 경력
- 한큐 브레이브스 투수 코치(1962년 ~ 1965년)
- 야쿠르트 아톰스 투수 코치(1970년 ~ 1971년)

### 수상·타이틀 경력

#### 타이틀
- 최우수 평균 자책점 : 1회(1950년)
- 다승왕 : 1회(1950년)

#### 수상
- 신인왕(1950년)
- 베스트 나인 : 1회(1950년)
- 일본 야구 명예의 전당 헌액자(1985년)

### 개인 기록
- 첫 등판·첫 승리 : 1950년 3월 15일, 대 난카이 호크스 1차전(오스 구장)
- 통산 100승 : 1955년 10월 8일, 대 톰보우 유니온스 20차전(가와사키 구장)
- 통산 150승 : 1958년 8월 10일, 대 난카이 호크스 21차전(고라쿠엔 구장)
- 올스타전 출장 : 5회(1953년 ~ 1957년)

### 등번호
- 11(1950년 ~ 1961년)
- 31(1962년)
- 30(1963년 ~ 1965년)
- 50(1970년)
- 61(1971년)

### 연도별 투수 성적
| 연 도       | 소 속             | 등 판 | 선 발 | 완 투 | 완 봉 | 무 4 구 | 승 리 | 패 전 | 세 이 브 | 홀 드 | 승 률 | 타 자 | 이 닝  | 피 안 타 | 피 홈 런 | 볼 넷 | 고 4 | 몸 맞 | 탈 삼 진 | 폭 투 | 보 크 | 실 점 | 자 책 점 | 평 자 책 | W H I P |
| ----------- | ----------------- | ----- | ----- | ----- | ----- | ------- | ----- | ----- | -------- | ----- | ----- | ----- | ------ | -------- | -------- | ----- | ---- | ----- | -------- | ----- | ----- | ----- | -------- | -------- | ------- |
| 1950년      | 마이니치 다이마이 | 48    | 19    | 16    | 3     | 4       | 26    | 8     | --       | --    | .765  | 1098  | 274.2  | 240      | 11       | 55    | --   | 1     | 150      | 1     | 0     | 86    | 63       | 2.06     | 1.07    |
| 1951년      | 마이니치 다이마이 | 31    | 11    | 7     | 1     | 3       | 10    | 8     | --       | --    | .556  | 586   | 144.1  | 139      | 6        | 29    | --   | 0     | 55       | 1     | 0     | 55    | 39       | 2.42     | 1.16    |
| 1952년      | 마이니치 다이마이 | 26    | 11    | 4     | 1     | 1       | 7     | 6     | --       | --    | .538  | 439   | 110.1  | 94       | 7        | 22    | --   | 0     | 55       | 2     | 0     | 35    | 23       | 1.86     | 1.05    |
| 1953년      | 마이니치 다이마이 | 50    | 16    | 8     | 1     | 3       | 17    | 14    | --       | --    | .548  | 962   | 248.0  | 198      | 8        | 49    | --   | 1     | 122      | 5     | 0     | 75    | 59       | 2.14     | 1.00    |
| 1954년      | 마이니치 다이마이 | 49    | 24    | 15    | 5     | 3       | 22    | 12    | --       | --    | .647  | 1068  | 271.0  | 234      | 13       | 43    | --   | 3     | 130      | 0     | 0     | 78    | 70       | 2.32     | 1.02    |
| 1955년      | 마이니치 다이마이 | 49    | 19    | 11    | 1     | 2       | 18    | 12    | --       | --    | .600  | 972   | 245.0  | 203      | 13       | 59    | 6    | 0     | 130      | 3     | 0     | 70    | 64       | 2.35     | 1.07    |
| 1956년      | 마이니치 다이마이 | 56    | 20    | 11    | 2     | 5       | 24    | 16    | --       | --    | .600  | 1028  | 263.0  | 202      | 7        | 46    | 5    | 3     | 123      | 2     | 0     | 72    | 62       | 2.12     | 0.94    |
| 1957년      | 마이니치 다이마이 | 46    | 21    | 6     | 2     | 3       | 15    | 11    | --       | --    | .577  | 707   | 175.2  | 142      | 8        | 41    | 0    | 1     | 87       | 1     | 0     | 64    | 42       | 2.15     | 1.04    |
| 1958년      | 마이니치 다이마이 | 52    | 24    | 6     | 0     | 1       | 17    | 10    | --       | --    | .630  | 960   | 244.2  | 183      | 11       | 58    | 3    | 3     | 109      | 2     | 0     | 74    | 58       | 2.13     | 0.99    |
| 1959년      | 마이니치 다이마이 | 55    | 4     | 1     | 0     | 0       | 17    | 8     | --       | --    | .680  | 632   | 159.1  | 136      | 12       | 36    | 1    | 0     | 72       | 1     | 0     | 55    | 40       | 2.25     | 1.08    |
| 1960년      | 마이니치 다이마이 | 21    | 0     | 0     | 0     | 0       | 0     | 2     | --       | --    | .000  | 165   | 38.2   | 38       | 3        | 10    | 1    | 0     | 24       | 0     | 0     | 23    | 18       | 4.15     | 1.24    |
| 1961년      | 마이니치 다이마이 | 23    | 0     | 0     | 0     | 0       | 0     | 0     | --       | --    | ----  | 107   | 26.0   | 24       | 1        | 8     | 0    | 1     | 10       | 1     | 0     | 7     | 7        | 2.42     | 1.23    |
| 1962년      | 한큐              | 2     | 0     | 0     | 0     | 0       | 0     | 0     | --       | --    | ----  | 9     | 2.0    | 1        | 0        | 2     | 0    | 0     | 2        | 0     | 0     | 1     | 1        | 4.50     | 1.50    |
| 통산 : 13년 | 통산 : 13년       | 508   | 169   | 85    | 16    | 25      | 173   | 107   | --       | --    | .618  | 8733  | 2202.2 | 1834     | 100      | 458   | 16   | 13    | 1069     | 19    | 0     | 695   | 546      | 2.23     | 1.04    |

- 굵은 글씨는 시즌 최고 성적.
- 마이니치(마이니치 오리온스)는 1958년에 다이마이(마이니치 다이에이 오리온스)로 구단명을 변경.